# Pyloderma latrunculioides
Pyloderma latrunculioides är en svampdjursart som först beskrevs av Ridley och Arthur Dendy 1886.  Pyloderma latrunculioides ingår i släktet Pyloderma och familjen Dendoricellidae. Inga underarter finns listade i Catalogue of Life.